# Elite Ice Hockey League
Elite Ice Hockey League (EIHL) ist eine professionelle Eishockey-Liga im Vereinigten Königreich. Sie wurde 2003 gegründet und ging aus der Ice Hockey Superleague hervor. Nach anfänglichen Unklarheiten, die durch Schlichtung des Eishockeyweltverbandes geregelt werden konnten, wird die EIHL vom britischen Eishockeyverband Ice Hockey UK anerkannt.
Die EIHL gilt als die höchste Spielklasse des britischen Eishockeys, über der National Ice Hockey League. Zwischen beiden Ligen gibt es keinen Auf- oder Absteiger. Finanzielle Gegebenheiten lassen das Teilnehmerfeld der EIHL regelmäßig fluktuieren. Zur Saison 2017/18 wurde die Liga durch Aufnahme der Milton Keynes Lightning und der Guildford Flames auf zwölf Mannschaften aufgestockt. Aufgrund der Zuschauerbeschränkungen infolge der COVID-19-Pandemie wurde die Saison 2020/21 abgesagt.
Namenssponsoren waren von 2006 bis 2009 bmibaby und Rapid Solicitors von 2011 bis 2015.

## Modus
Die EIHL spielt jährlich vier Wettbewerbe aus. Die reguläre Saison besteht aus 54 Spieltagen, jedes Team hat jeweils drei Heim- und Auswärtsspiele gegen jede andere Mannschaft.
Die besten acht Mannschaften der regulären Saison qualifizieren sich für die Play-Offs. Die Viertelfinals werden in Hin- und Rückspiel ausgetragen. Die beiden Halbfinalspiele und das Finale werden in einem Turnier in Nottingham ausgetragen.
Daneben werden während der Saison zwei Pokalwettbewerbe ausgetragen. Für den Challenge Cup werden die zehn Mannschaften in zwei Fünfergruppen aufgeteilt. Jede Mannschaft hat zwei Heimspiele und zwei Auswärtsspiele. Die Heimspielrechte werden ausgelost. Von beiden Gruppen gelangen die beiden besten Mannschaften in die Halbfinals. Der Knockout Cup wird im KO-Verfahren mit Hin- und Rückspielen ausgetragen.

## Teilnehmer in der Saison 2023/24
| Team                | gegründet | Ort                            | Halle               | Kapazität | Ligazugehörigkeit |
| ------------------- | --------- | ------------------------------ | ------------------- | --------- | ----------------- |
| Belfast Giants      | 2000      | Belfast, Nordirland            | Odyssey Arena       | 9.957     | seit 2003         |
| Cardiff Devils      | 1986      | Cardiff, Wales                 | Ice Arena Wales     | 3.088     | seit 2003         |
| Coventry Blaze      | 2000      | Coventry, West Midlands        | SkyDome Arena       | 2.600     | seit 2003         |
| Dundee Stars        | 2001      | Dundee, Schottland             | Dundee Ice Arena    | 2.300     | seit 2010         |
| Fife Flyers         | 1938      | Kirkcaldy, Schottland          | Fife Ice Arena      | 3.280     | seit 2011         |
| Glasgow Clan        | 2010      | Glasgow, Schottland            | Braehead Arena      | 4.000     | seit 2010         |
| Guildford Flames    | 1992      | Guildford, Surrey              | Guildford Spectrum  | 2.200     | seit 2017         |
| Manchester Storm    | 2015      | Manchester, Greater Manchester | Altrincham Ice Dome | 2.000     | seit 2015         |
| Nottingham Panthers | 1946      | Nottingham, East Midlands      | National Ice Centre | 8.000     | seit 2003         |
| Sheffield Steelers  | 1991      | Sheffield, Yorkshire           | Sheffield Arena     | 9.000     | seit 2003         |

## Ehemalige Teams
- Basingstoke Bison (2003–2009)
- Hull Stingrays (2006–2015)
- London Racers (2003–2005)
- Manchester Phoenix (2003–2009)
- Newcastle Vipers (2003–2011)
- Edinburgh Capitals (2005–2018)
- Milton Keynes Lightning (2017–2019)

## Meister der bisherigen Spielzeiten
| Saison  | Sieger der regulären Saison Britischer Meister                           | Play-off-Sieger                                                     | Challenge-Cup-Sieger | Knockout-Cup-Sieger | 20/20 Hockey Fest  |
| ------- | ------------------------------------------------------------------------ | ------------------------------------------------------------------- | -------------------- | ------------------- | ------------------ |
| 2003/04 | Sheffield Steelers                                                       | Sheffield Steelers                                                  | Nottingham Panthers  | –                   | –                  |
| 2004/05 | Coventry Blaze                                                           | Coventry Blaze                                                      | Coventry Blaze       | –                   | –                  |
| 2005/06 | Belfast Giants                                                           | Newcastle Vipers                                                    | Cardiff Devils       | Sheffield Steelers  | –                  |
| 2006/07 | Coventry Blaze                                                           | Nottingham Panthers                                                 | Coventry Blaze       | Cardiff Devils      | –                  |
| 2007/08 | Coventry Blaze                                                           | Sheffield Steelers                                                  | Nottingham Panthers  | Coventry Blaze      | –                  |
| 2008/09 | Sheffield Steelers                                                       | Sheffield Steelers                                                  | Belfast Giants       | Belfast Giants      | –                  |
| 2009/10 | Coventry Blaze                                                           | Belfast Giants                                                      | Nottingham Panthers  | –                   | Sheffield Steelers |
| 2010/11 | Sheffield Steelers                                                       | Nottingham Panthers                                                 | Nottingham Panthers  | –                   | Braehead Clan      |
| 2011/12 | Belfast Giants                                                           | Nottingham Panthers                                                 | Nottingham Panthers  | –                   | –                  |
| 2012/13 | Nottingham Panthers                                                      | Nottingham Panthers                                                 | Nottingham Panthers  | –                   | –                  |
| 2013/14 | Belfast Giants                                                           | Sheffield Steelers                                                  | Nottingham Panthers  | –                   | –                  |
| 2014/15 | Sheffield Steelers                                                       | Coventry Blaze                                                      | Cardiff Devils       | –                   | –                  |
| 2015/16 | Sheffield Steelers                                                       | Nottingham Panthers                                                 | Nottingham Panthers  | –                   | –                  |
| 2016/17 | Cardiff Devils                                                           | Sheffield Steelers                                                  | Cardiff Devils       | –                   | –                  |
| 2017/18 | Cardiff Devils                                                           | Cardiff Devils                                                      | Belfast Giants       | –                   | –                  |
| 2018/19 | Belfast Giants                                                           | Cardiff Devils                                                      | Belfast Giants       | –                   | –                  |
| 2019/20 | Saison aufgrund der COVID-19-Pandemie verkürzt, kein Titel vergeben      | Saison aufgrund der COVID-19-Pandemie verkürzt, kein Titel vergeben | Sheffield Steelers   | –                   | –                  |
| 2020/21 | Saison aufgrund der COVID-19-Pandemie im Vereinigten Königreich abgesagt | Saison aufgrund der COVID-19-Pandemie abgesagt                      | –                    | –                   | –                  |
| 2021/22 | Belfast Giants                                                           | Cardiff Devils                                                      | Belfast Giants       | –                   | –                  |
| 2022/23 | Belfast Giants                                                           | Cardiff Devils                                                      | Belfast Giants       | –                   | –                  |

## Organisation
Die Leitung besteht aus je einem Mitglied der Clubs. Da neben den derzeitigen Vereinen auch die London Racers in der Elite League spielberechtigt wären, besteht die Führung – The Board of Directors – aus zwölf Mitgliedern. Vorsitzender ist Eamon Convery. Dieses Gremium entscheidet über die Aufnahme von weiteren Vereinen.

## Entwicklung der letzten Jahre
Da das britische Eishockey im europäischen und weltweiten Eishockeygeschehen keine große Rolle spielt, ist das Zuschauerinteresse auf wenige Clubs beschränkt. Bis ins Jahr 2003 war der Sport in Großbritannien jedoch recht populär. Einzelne Vereine (Manchester Storm, Sheffield Steelers, Belfast Giants, London Knights, Nottingham Panthers und Newcastle Vipers) erreichten Zuschauerschnitte von bis zu 9000 Personen. Nach dem Ende der Superleague 2003 ging das Interesse jedoch zurück; einige Vereine (Manchester Storm, London Knights) stellten den Spielbetrieb ein, und das Zuschauer- und Sponsoren-Interesse sank. Dennoch konnte sich Eishockey im Vereinigten Königreich bis heute als Nischensport behaupten und haben einige Vereine, insbesondere Nottingham, Sheffield und Belfast, nach wie vor einen recht soliden Zuschauerzuspruch von weit mehr als 4000 im Schnitt und bis zu 8000 bei Spitzenspielen. Mit einem Zuschauerschnitt von 2.842 lag die Elite League 2017 auf Platz 7 in Europa und hatte mehr Zuschauer als etwa die österreichische EBEL, die dänische Metal Ligaen oder die norwegische GET-Ligaen.

## Weitere Wettbewerbe
In der Saison 2005/06, während der Olympischen Winterspiele 2006 in Turin, nutzte die EIHL die Gelegenheit den Ahearne Cup wiederzubeleben. Die Kölner Haie und die Iserlohn Roosters spielten gegen die Coventry Blaze, die Sheffield Steelers und die Nottingham Panthers. Dabei wurde der große Unterschied zwischen der EIHL und der DEL deutlich, denn die deutschen Clubs gewannen alle vier Spiele.

## Auszeichnungen der EIHL
- Netminder of the year – (2009/10: Peter Hirsch, Coventry Blaze)
- Defence of the year – (2009/10: Jonathan Weaver, Coventry Blaze)
- Forward of the year – (2009/10: Luke Fulghum, Coventry Blaze)
- British player of the year – (2009/10: Stephen Murphy, Belfast Giants)
- Newcomer of the year – (2009/10: Owen Fussey, Edinburgh Capitals)
- Player of the year – (2009/10: Colin Shields, Belfast Giants)
- Coach of the year – (2009/10: Paul Thompson, Coventry Blaze)
- Fans favourite – (2009/10: Luke Fulghum, Coventry Blaze)
- Entertainer of the year – (2009/10: Jason Robinson, Coventry Blaze)

## Bekannte Spieler
- Gerad Adams
- Tom Askey
- Wade Belak
- Maxim Birbrajer
- Curtis Bowen
- Brendan Brooks
- Eric Cairns
- Dan Carlson
- Richard Jackman
- Sylvain Cloutier
- Ed Courtenay
- John Craighead
- Philippe DeRouville
- Mark Dutiaume
- Calvin Elfring
- Colton Fretter
- Jade Galbraith
- Steve Gallace
- Rod Hinks
- Trevor Koenig
- Mikko Koivunoro
- Marc Lefebvre
- Jeff Legue
- David Longstaff
- Neal Martin
- Johan Molin
- Steve Munn
- Mike Peron
- Jason Ruff
- Rod Sarich
- Doug Sheppard
- Ashley Tait
- Joe Talbot
- Dan Tessier
- David Vychodil
- Patrik Wallenberg